# Kalos Eldo

Kalos Eido (カロス・永戸, Karosu Eido?) este managerul Kaleido Stage, fiind persoana care o ajută pe protagonista serialului Kaleido Star cu numeroase sfaturi. Totodată el așteaptă realizări mari din partea tuturor cu care se întâlnește. Este considerat a fi persoana care a cauzat moartea lui Arlon Brass, tatăl lui Yuri Killian, prin nesiguranța executării Manevrei Legendare de către acesta. Este singurul care poate să dea detalii despre antrenamentul acestei manevre. 
Este dublat de Keiji Fujiwara (în japoneză) și Rick Burford engleză.

## Descriere

### Înainte de Kaleido Stage
Înainte să fondeze Kaleido Stage, Kalos era un magician și acrobat, care avea spectacole pe stradă cu Sarah și Andy, relația lor din trecut este prezentată vag. Kalos a fondat Kaleido Stage din banii primiți de la compania de asigurări după ce s-a rănit la degete în timpul unei audiții pentru un loc la Las Vegas. Fiind un profesionist, are numeroase așteptări din partea colaboratorilor, având standarde stricte în privința comportamentului personalului și managementului Kaleido Stage. Deși este ferm, personalul de la Kaleido Stage este uneori lăsat de către acesta să se relaxeze.